# Kolisnîkivka, Kobeleakî
Kolisnîkivka (în ucraineană Колісниківка) este un sat în comuna Kunivka din raionul Kobeleakî, regiunea Poltava, Ucraina.

## Demografie
Componența lingvistică a localității Kolisnîkivka
     Ucraineană (89,8%)
     Rusă (2,72%)
Conform recensământului din 2001, majoritatea populației localității Kolisnîkivka era vorbitoare de ucraineană (89,8%), existând în minoritate și vorbitori de rusă (2,72%) și armeană (2,04%).